# Milorad Stojević
Milorad Stojević (Bribir, 15. ožujka 1948.), hrvatski pisac i povjesničar književnosti.

## Životopis
Gimnaziju je završio u Crikvenici, diplomirao na Filozofskom fakultetu u Zagrebu, gdje je 1986. obranio doktorsku disertaciju Čakavsko pjesništvo dvadesetog stoljeća. Redoviti je profesor na Filozofskom fakultetu u Rijeci.
Radio je kao novinar, urednik i lektor. Uz ostalo bavi se znanstvenim radom, književnom kritikom i dramskim pisanjem. Djela su mu prevedena na više stranih jezika. Dobitnik je nagrade Antun Branko Šimić (1971.), Nagrade grada Rijeke (1987.), Goranovog vijenca (2004.), Kvirinove nagrade za ukupan doprinos hrvatskom pjesništvu (2005.) i drugih.

## Vanjske poveznice
- Utjeha kaosa, Antologija suvremenog hrvatskog pjesništva, Filozofski fakultet, Zagrebačka slavistička škola, elektroničko izdanje, 2008.